# Salix reinii
Salix reinii es una especie de sauce perteneciente a la familia de las salicáceas. Es nativa de Japón y sur de Kuriles (Rusia).

## Descripción
Es un arbusto caducifolio. Es una planta dioica con las inflorescencias en forma de amentos.

## Taxonomía
Salix reinii fue descrita por Franch. & Sav. y publicado en Enumeratio Plantarum in Japonia Sponte Crescentium ... 1(2): 459, en el año 1875.
Etimología
Salix: nombre genérico latino para el sauce, sus ramas y madera.
reinii: epíteto
Sinonimia
- Salix hidewoi Koidz.
- Salix shikotanica KIMURA
- Salix tontomussirensis Koidz.[3]